# Depurynacja
Depurynacja – modyfikacja DNA polegająca na hydrolizie zasady purynowej (adeniny lub guaniny od reszty nukleotydu (deoksyrybozy i reszty fosforanowej). W miejscu zasady pozostaje grupa hydroksylowa (-OH). 
Jedną z głównych przyczyn depurynacji jest obecność w komórce endogennych metabolitów, które przyczyniają się do rozbicia wiązania między puryną a pentozą. Depurynację może też powodować podwyższona temperatura. Przykładowo u termofilnych bakterii żyjących w gorących źródłach w temperaturze 85–250 °C hydrolityczna depurynacja zachodzi z dużą częstością (depurynacja 300 nukleotydów purynowych na genom na generację).
Depurynacja (lub depirymidynacja) jest też etapem naprawy DNA przez wycinanie zasady. Enzym glikozylaza DNA przecina wiązanie β-N glikozydowe między uszkodzoną zasadą a cząsteczką deoksyrybozy, tworząc miejsce apurynowe/apirymidynowe rozpoznawane przez białka biorące udział w dalszych etapach naprawy.